# Multiplicador bruto de aluguel
Multiplicador bruto de aluguel ( MBA) é a razão entre o preço de um investimento imobiliário e sua receita anual de aluguel antes de contabilizar despesas como impostos prediais, seguros e serviços públicos;MBA é o número de anos que a propriedade levaria para se pagar no aluguel recebido bruto. Para um potencial investidor imobiliário, um MBA menor representa uma oportunidade melhor.
O GRM é útil para comparar e selecionar propriedades de investimento em que os efeitos de depreciação, custos periódicos (como impostos e seguros de propriedade) e custos para o investidor incorridos por um potencial locatário (como serviços públicos e reparos) possam ser uniformes nas propriedades. (como valores uniformes ou frações uniformes da receita bruta de aluguel) ou insignificante em comparação à receita bruta de aluguel. Como esses custos também costumam ser mais difíceis de prever do que o retorno do aluguel de mercado, o MBA serve como uma alternativa a uma medida do retorno líquido do investimento, onde seria difícil determinar essa medida.
Exemplo: preço de venda de US $ 200.000 / (aluguel 750 por mês * 12 meses) = 22,22
Hoje, é bastante comum que o MBA seja citado por profissionais do setor imobiliário usando aluguéis anuais em vez de aluguéis mensais. A 100 MBA (rendas mensais) = 8,33 MBA (rendas anuais). Um MBA de 8,33 calculado sobre aluguéis anuais sugere que o aluguel bruto pagará pelo imóvel em 8,33 anos.
A medida comum do valor do aluguel de imóveis com base no retorno líquido e não na receita bruta de aluguel é a taxa de capitalização (ou cap rate). Ao contrário do MBA, o cap rate não é um multiplicador, mas uma taxa de retorno anual. Um multiplicador semelhante ao MBA derivado do retorno líquido seria o inverso multiplicativo da taxa de juros.

## Relação do cap rate com o retorno total
Outra maneira de avaliar a propriedade é com o uso de um múltiplo da renda potencial bruta, alcançada pela observação de múltiplos em propriedades comparáveis que foram vendidas. Isso é feito com o multiplicador bruto de aluguel (MBA) ou um multiplicador de renda bruta (GIM), que são essencialmente os mesmos. Ao usá-las, é importante saber se elas foram derivadas de múltiplos de renda potencial bruta ou renda bruta efetiva.
Procedimentos como o acima são algumas vezes chamados de procedimentos de "atalho" e certamente têm seu lugar, mas como modelos causais de valor de ativos tendem a ser, na melhor das hipóteses, simplistas e, na pior, incompletos e às vezes enganosos, em comparação com o fluxo de caixa descontado mais completo do período (DCF) ) procedimento. Por exemplo, mesmo que o valor de uma propriedade exemplar de US $ 18.325.000 possa ser expresso em termos de uma taxa de cap 5,46%, isso não implica que seu valor seja causado simplesmente pelos investidores que desejam um rendimento inicial de 5,46%. Os investidores devem se preocupar com uma perspectiva de retorno total multiperíodo mais completa sobre seu desempenho futuro em investimentos, conforme representado no procedimento DCF.
É mais preciso pensar na perspectiva total de retorno total de longo prazo representada pelo DCF como causando o valor da propriedade de US $ 18.325.000. A taxa de cap de 5,46% é então melhor vista como uma representação reflexiva do cálculo mais fundamental do DCF.